# グロッセート
グロッセート（伊: Grosseto ( 音声ファイル)）は、イタリア共和国トスカーナ州南部にある都市で、人口約82,000人の基礎自治体（コムーネ）。グロッセート県の県都である。
マレンマ地方の中心都市で、旧市街は16世紀に建設された煉瓦づくりの城壁に囲まれている。

## 名称
Grosseto は [ɡrosˈseto] と発音される。日本語文献では「グロッセート」のほか、「グロッセト」とも記される。

## 地理

### 位置・広がり

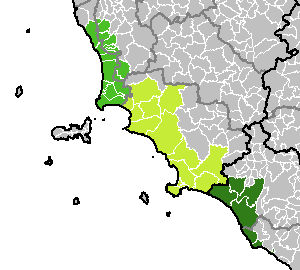
マレンマ地方

トスカーナ州の南部にあたるグロッセート県の、ほぼ中央部に位置する。グロッセートの市街はティレニア海からは14km離れた内陸にあり、シエーナからは南南西へ約65km、州都フィレンツェからは南へ約110km、首都ローマからは北西へ約150kmの距離にある。トスカーナ州南部からラツィオ州北西部かけてのティレニア海沿岸地域を指す「マレンマ地方」の中心都市である。
コムーネ（自治体）としてのグロッセートは、南西にティレニア海に面している。コムーネの面積は474km²で、これはイタリア全土で9番目に広い。

#### 隣接コムーネ
隣接するコムーネは以下の通り。
- ロッカストラーダ - 北
- カンパニャーティコ - 北東
- スカンサーノ - 南東
- マリアーノ・イン・トスカーナ - 南
- カスティリオーネ・デッラ・ペスカーイア - 西
- ガヴォッラーノ - 北西

### 地勢
トスカーナ州中部のチアンティ山地 (it:Colline del Chianti) に源を発するオンブローネ川の下流の平野を中心に広がるコムーネである。オンブローネ川は市域東南部を蛇行しながら北東から西南に流れており、ティレニア海に注いでいる。河口部はマレンマ自然公園の一部に指定されている。
市域の東縁から南縁にかけて丘陵が広がる。南はウッチェリーナ山地 (it:Monti dell'Uccellina) となっている。
- 市域北部、モンテペスカリから眺めるブラッカーニ地区
- 市域南部、オンブローネ川河口付近の沼沢地。
- 市域南部、アルベレーゼの海岸

### 主要な市街・集落
グロッセートの市街（人口56,696人。地区の人口は2001年の国勢調査による、以下同じ）は、市域のほぼ中央に位置し、その旧市街は16世紀につくられた煉瓦づくりの城壁に囲まれている。市街の東のオンブローネ河畔にはイスティア・ドンブローネ（Istia d'Ombrone）、市街の北東にはロセッレ（Roselle）などの集落がある。
中心市街に次ぐ人口を有するマリーナ・ディ・グロッセート（Marina di Grosseto、2,052人）は、市域の西、ティレニア海岸に面した観光地区である。
このほか市域には、丘陵上に築かれた北部のモンテペスカリ（Montepescali）、自然公園に近い南部のアルベレーゼ（Alberese）など、多くの集落がある。
- マリーナ・ディ・グロッセート（1965年の絵葉書）
- ロセッレ付近
- モンテペスカリ

### 気候分類・地震分類
グロッセートにおけるイタリアの気候分類 (it) および度日は、zona D, 1550 GGである。
また、イタリアの地震リスク階級 (it) では、zona 4 (sismicità molto bassa) に分類される。

## 歴史

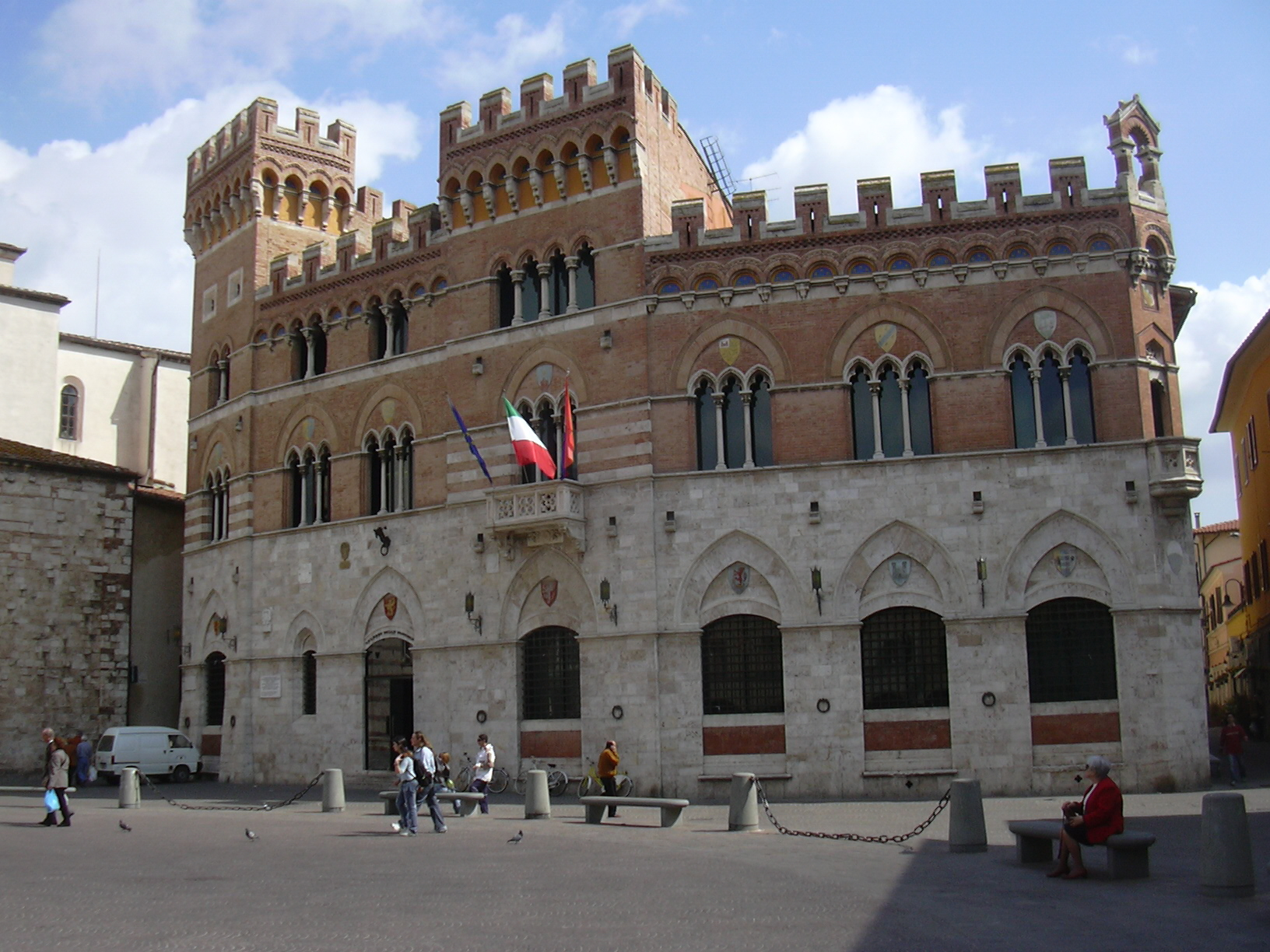
Palazzo Aldobrandeschi

都市グロッセートの起源は、中世盛期までさかのぼる。グロッセートが最初に記録に現れるのは803年で、アルドブランデスキ伯爵の封土として言及されている。以後12世紀末に至るまで、アルドブランデスキ家 (Aldobrandeschi family) がこの地を治めた。古代以来の都市であるRusellaeやVetuloniaが衰退するのに代わって、グロッセートはトスカーナ地方の重要な都市として地位を高めていった。
1137年、神聖ローマ皇帝ロタール3世はアルドブランデスキ家を屈服させるべく、バイエルン公ハインリヒ10世率いるドイツの軍勢を派遣してこの都市を攻撃させている。
1151年、グロッセート市民はシエーナ（シエーナ共和国）に忠誠を誓った。1222年、アルドブランデスキ家は市民に対し、自ら市長（ポデスタ）を選ぶ権利と、参事会を設置してと3人の参事会員を置く権利を認めた。1244年、グロッセートはシエーナに征服され、都市の権利とアルドブランデスキ家の特権はシエーナに移された。以後、グロッセートはシエーナの重要な拠点となった。当時の砦や城壁の跡は現在も見ることができる。
グロッセートはしばしばシエーナに反旗を翻している。1260年のモンタペルティの戦い (Battle of Montaperti) では、フィレンツェ側に立ち、シエーナと戦っている。1266年と1355年にはアルドブランデスキ一族が支配の回復を図ったが、シエーナ軍によって鎮定されている。
1348年の疫病（ペスト）はグロッセートに大きな被害をもたらした。1369年にはわずか数百家族が暮らすのみだったという。その後も1447年のアラゴン王アルフォンソ5世（ナポリ王アルフォンソ1世）の攻撃などによって、しばしば荒廃する状況となった。
皇帝カール5世によってコジモ・デ・メディチがトスカーナ大公として認められると、1559年、シエーナによるグロッセート支配は終焉した。1574年、現在も見ることが出来る都市の防壁の建設が始まり、沼沢地の干拓がすすめられた。18世紀の初めまで、グロッセートは人口700人ほどの小さな町であった。
トスカーナ大公国のロレーヌ家（ハプスブルク＝ロートリンゲン家）による支配のもとでグロッセートは面目を一新し、新たに設けられたマレンマ県の首府となった。

## 行政

### 分離集落
グロッセートには以下の分離集落（フラツィオーネ）がある。
- Alberese, Batignano, Braccagni, Istia d'Ombrone, Marina di Grosseto, Montepescali, Nomadelfia, Principina a Mare, Principina Terra, Rispescia, Roselle

## 社会

### 人口

#### 人口推移
イタリア統一の頃の人口は約5000人であったが、1991年には7万人を超え、2009年には8万人を超えた。

## 交通

### 鉄道

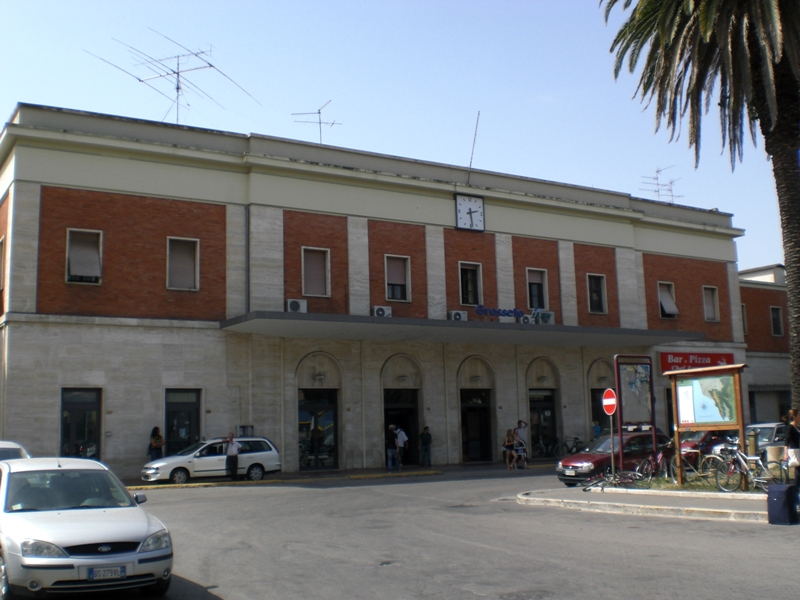
グロッセート駅

ピサとローマを結ぶ鉄道幹線であるピサ＝リヴォルノ＝ローマ線が市域を南北に縦貫している。モンテペスカリ駅では、北東へシエーナに向かう路線が分かれている。
- ピサ＝リヴォルノ＝ローマ線
〔ピサ方面〕 - モンテペスカリ駅 (it)  - グロッセート駅 (it)  - アルベレーゼ駅 (it)  - 〔ローマ方面〕
- シエーナ＝グロッセート線 (it) 
〔シエーナ方面〕 - モンテペスカリ駅 - グロッセート駅

### 道路
ピサとローマを結ぶ幹線道路であるSS1が市域を縦貫しており、欧州自動車道路E78号線にも指定されている。また、シエーナを経由してイタリア半島を横断する交通路の起点ともなっている。
欧州自動車道路
- E78号線 (en)  : グロッセート - 〔シエーナ - ファーノ〕（SS223）
- E80号線 (en)  : 〔… - ピサ〕 - ブラッカーニ - グロッセート - アルベレーゼ - 〔ローマ - …〕　（SS1）

国道・自動車道路
- SS1 (it)  : 〔… - ピサ〕 - ブラッカーニ - グロッセート - アルベレーゼ - 〔ローマ - …〕
- SS73 (it)  : ブラッカーニ - 〔モンティチャーノ - シエーナ - …〕
- SS223 (it)  : グロッセート - シエーナ
- SS322 (it)  :

### 空港
市街の西3kmに、軍民共用の空港がある。
- グロッセート空港 (Grosseto Airport)

### 港湾
- マリーナ・ディ・グロッセート港 (it:Porto di Marina di Grosseto)

## 文化・観光・施設

### 文化財
旧市街を取り囲んで、フランチェスコ1世・デ・メディチによって1574年に築かれた煉瓦造りの城壁がある。フェラーラやベルガモ、ルッカなどと同様、城壁に囲まれた中世以来の都市景観を保っている都市である。
グロッセート大聖堂 (Grosseto Cathedral) はロマネスク様式で、13世紀にシエーナの建築家ルスティキーノの設計によって建設が始まった。完成は15世紀で、その後も改修が加えられている。鐘楼は1402年に完成した。

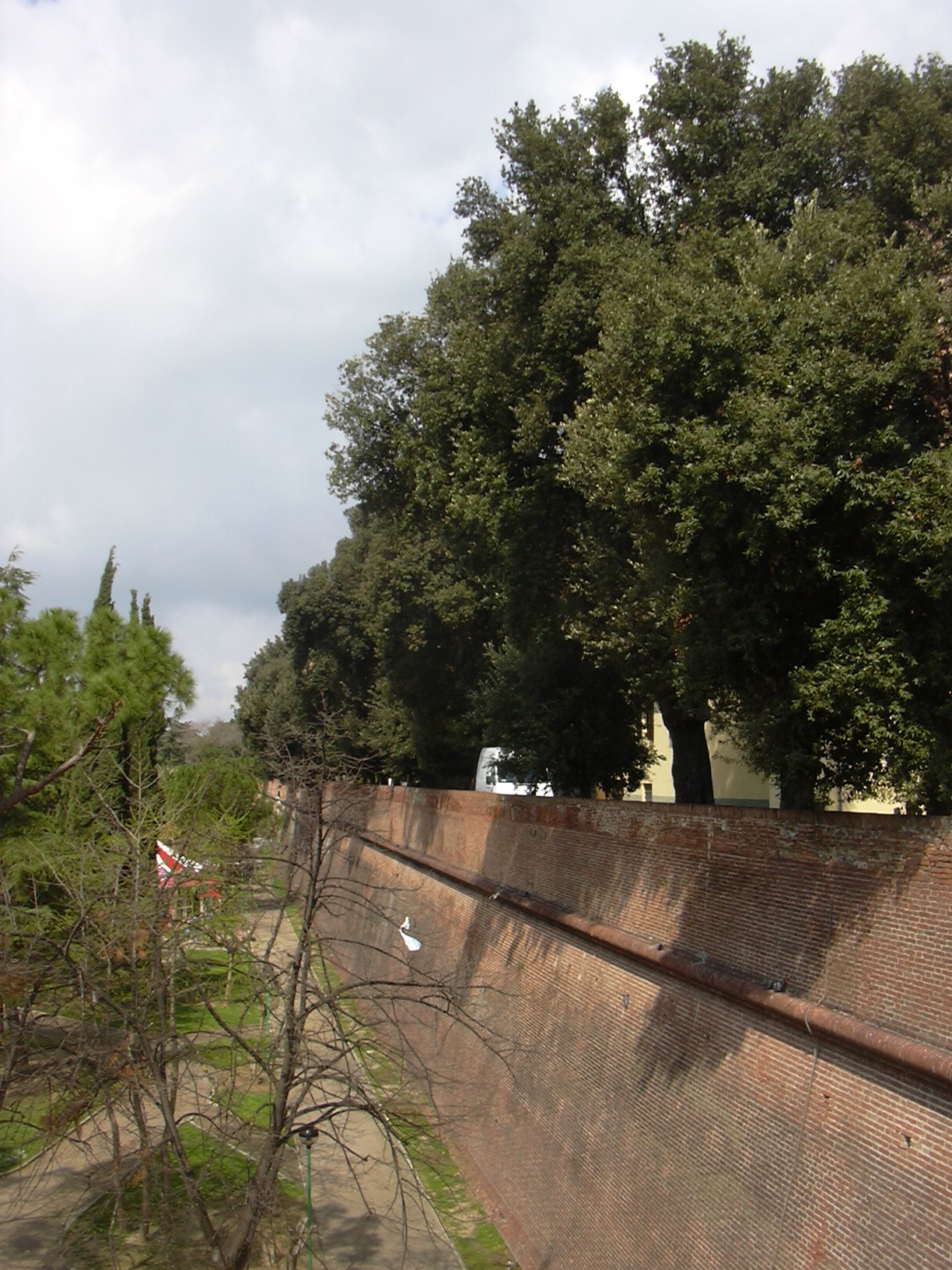
城壁
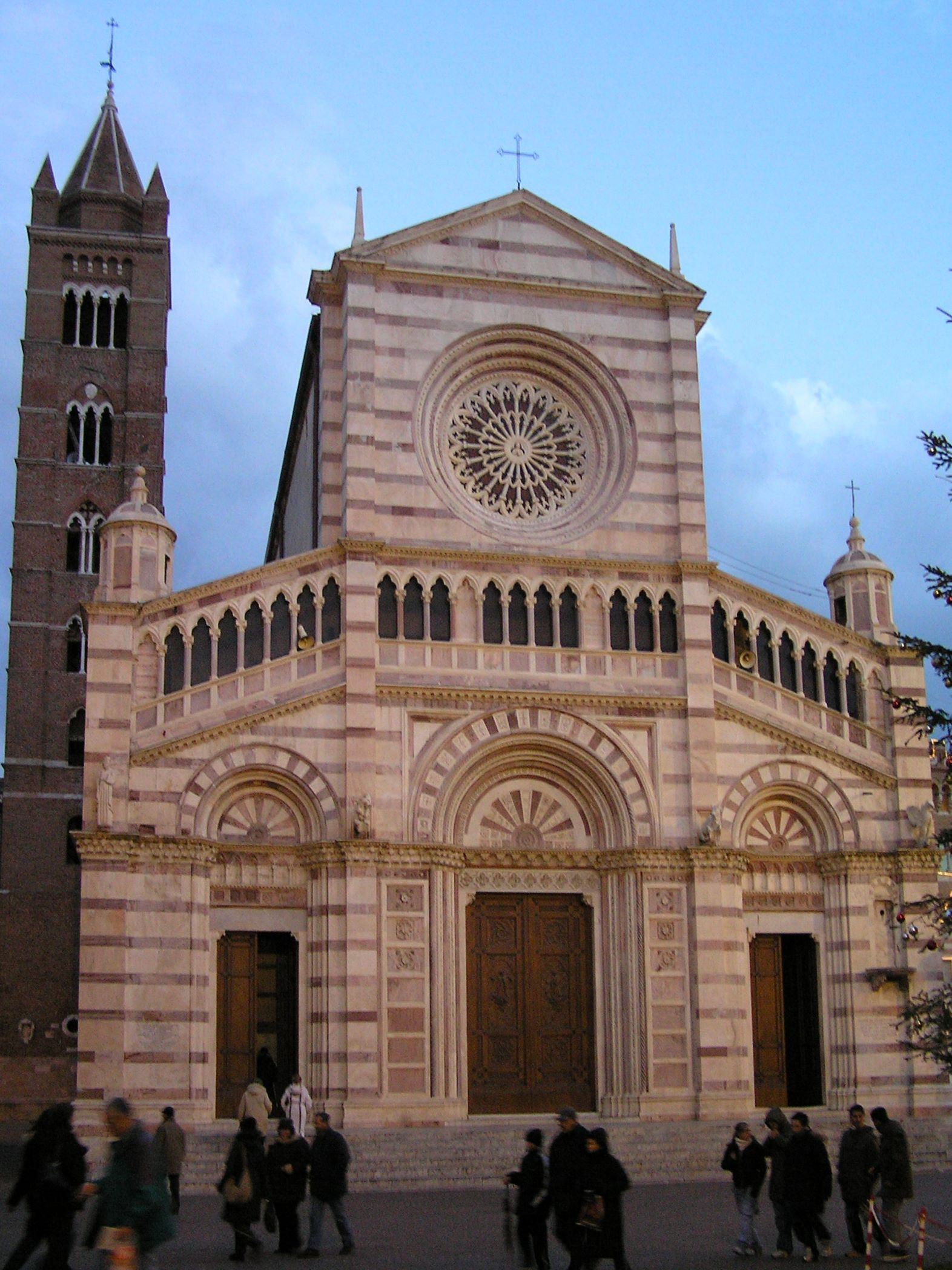
グロッセート大聖堂

## スポーツ
プロサッカークラブとしては「USグロッセート1912」がある。1912年創設のこのクラブは、セリエA所属経験はないが、2007-08シーズンから6年間セリエBに所属した。
プロ野球チームとして、「グロッセート・オリオールズ」があり、イタリアンベースボールリーグ(IBL)に所属している。

## 自然・環境
市域南部のオンブローネ川河口一帯やウッチェリーナ山地は、マレンマ国立公園の一部に指定されている。
市域に一部がかかる Palude della Diaccia Botrona にはイグサ属とアッケシソウ属が生え、ラムサール条約の定める「国際的に重要な湿地」に登録されている（カスティリオーネ・デッラ・ペスカーイアおよびイタリアのラムサール条約登録地一覧も参照）。

## 人物

### 著名な出身者
- アンドレア・ダ・グロッセート (Andrea da Grosseto)  - 13世紀の作家。
- ルチアーノ・ビアンチャルディ - 20世紀のジャーナリスト・翻訳家・作家。
- エルザ・マルティネッリ - 女優。

## 姉妹都市・友好都市
- 柏原市（日本・大阪府）[10]
  - 1999年5月12日 友好都市提携

相互交流は1990年からはじまり、1999年柏原市・グロッセート市・グロッセート県の3者で正式提携の議定書が調印された。
- コトブス（ドイツ、1967年提携）
- サント＝マリー＝ド＝ラ＝メール（フランス）
- ディミトロヴグラト (Димитровград)（ブルガリア）
- ナルボンヌ（フランス、2001年8月22日提携）
- ビルキルカラ（マルタ）
- モントルイユ（フランス、1971年提携）